# Youssoufou Bamba

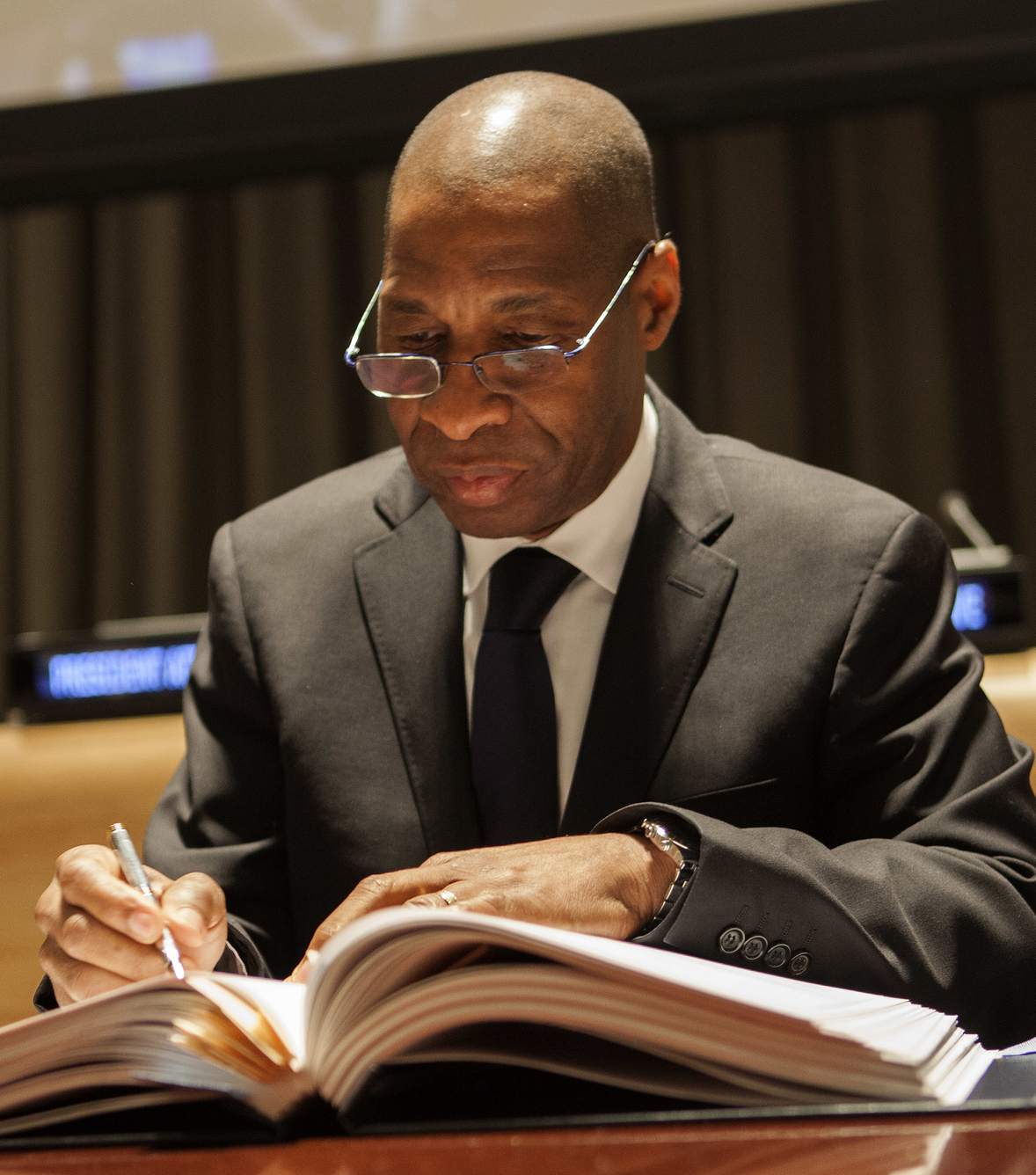
Youssoufou Bamba

Youssoufou Bamba ist ein ivorischer Diplomat.

## Leben
Er wurde am 23. Dezember 2011 inmitten der Regierungskrise 2010/2011 als neuer UNO-Botschafter in New York in einer Zeremonie akkreditiert. Vorgeschlagen wurde er von Alassane Ouattara. Sein Vorgänger war Alcide Djédjé, ein Anhänger von Laurent Gbagbo. Bamba wurde von der Generalversammlung der Vereinten Nationen einstimmig akzeptiert, was allgemein als Anerkennung Ouattaras als Wahlsieger galt.